# Macintosh SE/30
A Macintosh SE/30 asztali számítógépet az Apple gyártotta és forgalmazta 1989. január 19. és 1990 október 21. között 21 hónapon keresztül. A Macintosh SE/30 a Compact Macintosh számítógép-családba tartozott.

## Története
Az SE/30 lényegében egy Macintosh IIx volt egy SE házban. Az SE második floppy funkciója már nem volt elérhető az SE/30-ban, a helyére került a beépített merevlemez – a minimális konfiguráció nem tartalmazott merevlemezt, ezért ezen az oldalon így szerepel az adatokban –, a gépet lehetett 40MB vagy 80MB kapacitású merevlemezzel rendelni. A gép 4369 dollárba került el az Egyesült Államokban. A floppy–olvasó MS-DOS és OS/2 kompatibilis volt.

## Technikai leírás
A bézs színű gép súlya 9,75 kg, magassága 346 mm, szélessége 246 mm és mélysége 277 mm volt. A SE/30 számítógépet egymagos 16 MHz-es Motorola 68030 processzor vezérelte (L1 cache: 0,5kB), a rendszerbusz 16 MHz-en működött. A teljesítményt Motorola 68882 FPU co-processzor növelte. Külső adattárolási lehetőséget az 1,44-es hajlékonylemez meghajtó (floppy-drive) kínált. A gépet System 6.0.3 operációs rendszerrel szállította az Apple. A gépet beépített memória nélkül gyártották, maximálisan 128MB (120ns) kezelésére volt képes a gyári specifikáció szerint, a bővítéshez 8 hely (slot) állt rendelkezésre. A számítógépnek 9 inches-es, 72 ppi-s, 512x342 képpont felbontásra képes kijelzője volt. A külső kijelzőt 64kB videó-memória támogatta. Csatlakozók: két ADB, két soros port, egy DB-25 SCSI-hoz, egy DB-19 a hajlékonylemez meghajtónak, egy 3,5 mm-es jack audió kimenet. A gép bővíthetőségét szolgálta egy  bővítőhely. Külső SCSI merevlemez csatlakoztatására is volt lehetőség.

## A számítógép adatai
A táblázat nem tartalmazza az összes műszaki paramétert. Az egyes modelleknél a bemutatáskor érvényes adatokat soroljuk fel, a későbbi frissítéseket nem. Az eszköz technikai paraméterei a MacTracker alkalmazásból származnak.
| Gép nevebemutatva kivezetve      | Méretmagasság szélesség mélység súlySzín | Processzorprocesszor órajel, mag L1 és L2 cache társprocesszor | Háttértármerevlemezkülső adathordozó | Eredeti operációs rendszer | Memóriaalap max. @sebességhely     | Kijelzőmérete felbontása       | Grafikakártyamemória kimenet | CsatlakozókEthernet, ADB, soros, SCSI, párhuzamos, FDD, kijelző, hang be/ki, belső mikrofon, hangszóró | Bővíthetőségkártyahelybelső öbölkülső csatlakozó |
| -------------------------------- | ---------------------------------------- | -------------------------------------------------------------- | ------------------------------------ | -------------------------- | ---------------------------------- | ------------------------------ | ---------------------------- | --- | ------------------------------------------------ |
| SE/301989 jan. 19. 1990 okt. 21. | 346 mm 246 mm 277 mm 9,75 kg bézs        | Motorola 68030 @16 MHz és 1 mag L1 0,5kB, Motorola 68882 FPU   | 1,44 floppy                          | System 6.0.3               | nincs alap max: 128MB @120ns8 hely | 9 inch, 72 ppi 512x342 képpont | 64kB                         | * 2 ADB * 2 soros * 1 D–25 (SCSI) * 1 DB–19 külső FDD * 1 3,5 jack audió ki * beépített hangszóró      | * 1 bővítőhely* SCSI (külső)                     |

## Compact Macintosh számítógépek az időben
| A Compact Macintosh számítógépek az idővonalon |
| --- |
| A színek kezdete a bemutató időpontja, a forgalmazás több esetben is hónapokkal később kezdődött. Megeshet, hogy egy csík végét kitakarja egy másik csík eleje. Előfordul, hogy a gyártás befejezését követően még egy ideig forgalomban marad a gép adott verziója. A hardver szempontjából az Apple számítógépekhez tartozó Macintosh XL-t a gép nevében szereplő "Macintosh" szó miatt tüntettük fel. |